# Spinning The Truth Around (Part I)
Spinning The Truth Around (Part I) — одиннадцатый студийный альбом Blue October, был записан в период в 2021—2022 годов. Релиз состоялся 14 октября 2022 года. Является первой частью двойного альбома, вторая часть которого планируется в январе 2023 года.

## Об альбоме
Spinning The Truth Around (Part I) записан в «Up/Down Studios» в городе Сан-Маркос (Техас). Создание и запись альбома начались во время пандемии Covid-19, .
Первым синглом 14 июля 2022 года вышла песня Spinning The Truth Around.
Обложку альбома, нарисовал художник Филлип Николс.

## Список композиций
| №                   | Название                                         | Музыка                                                                       | Длительность |
| ------------------- | ------------------------------------------------ | ---------------------------------------------------------------------------- | ------------ |
| 1.                  | «Spinning The Truth Around»                      | Джастин Фёрстенфелд                                                          | 4:49         |
| 2.                  | «The Shape Of Your Heart»                        | Джастин Фёрстенфелд, Джереми Фёрстенфелд                                     | 4:29         |
| 3.                  | «How Can You Love Me If You Don't Even Like Me»  | Джастин Фёрстенфелд, Эрик Хольц, Уилл Наак                                   | 4:20         |
| 4.                  | «Don't Say It Wasn't Love»                       | Корган, Билли, Джастин Фёрстенфелд, Эрик Хольц, Мэттью Острендер             | 5:33         |
| 5.                  | «Change»                                         | Джастин Фёрстенфелд, Эрик Хольц, Стив Шильц, Келси Флэнаган                  | 3:40         |
| 6.                  | «Where Did You Go I'm Less of a Mess These Days» | Джастин Фёрстенфелд, Дуайт Бэйкер                                            | 3:19         |
| 7.                  | «The Kitchen Drawer»                             | Джастин Фёрстенфелд, Эрик Хольц, Мэттью Острендер, Райан Делахуси, Уилл Наак | 4:27         |
| 8.                  | «When Love Isn't Good Enough»                    | Джастин Фёрстенфелд, Эрик Хольц                                              | 7:13         |
| 9.                  | «Trust You»                                      | Джастин Фёрстенфелд, Эрик Хольц, Джейсон Питерс                              | 4:18         |
| 10.                 | «The Girl Who Stole My Heart»                    | Джастин Фёрстенфелд, Эрик Хольц, Джеффри Мартин                              | 6:11         |
| 11.                 | «Shut Up I Want You To Love Me Back»             | Джастин Фёрстенфелд, Райан Делахуси                                          | 4:37         |
| 12.                 | «Big Love»                                       | Джастин Фёрстенфелд, Эрик Хольц                                              | 4:26         |
| Общая длительность: | Общая длительность:                              | Общая длительность:                                                          | 57:30        |

## Участники записи
Blue October
- Джастин Фёрстенфелд — стихи, вокал, гитара
- Райан Делахуси — скрипка, мандолина, фортепиано, гитара, бэк-вокал
- Джереми Фёрстенфелд — барабаны, перкуссия, бэк-вокал
- Мэтт Новески — бас-гитара, бэк-вокал
- Сьюз Васкес — гитара

Сессионные музыканты
- Стив Шильц — гитара, бас-гитара, бэк-вокал (трек 5)
- Бенджамин Руиз — вокал (трек 7)
- Дэйн Релифорд — фортепиано (трек 3)
- Джейсон Питерс — фортепиано (треки 1, 3, 4, 7, 8, 11)
- Дженна Рен — вокал (треки 6, 9, 11)

Продакшн
- Джастин Фёрстенфелд — продюсер
- Эрик Д. Хольц — ассистент продюсера, звукоинженер, сведение
- Джейсон Питерс — ассистент инженера в Up/Down Studios

Менеджмент
- Пол Нюджент — менеджер, ответственный за работу с A&R (представитель Brando Records)
- Майк Свинфорд — менеджер
- Сара Штайнбрехер — менеджер
- Rainmaker Artists
- Dunn, Pariser & Peyrot (Марк Пэризер и Илана Нобл) — управление делами
- Rothenberg, Mohr & Binder, LLP (Джереми Мор) — юридическое сопровождение
- MRI (Мисси Каллаццо) — дистрибуция
- Gunner Black Co. / Scoop Merchandising — мерчендайзинг
- Artist Group International (Ник Сторч, Майкл Арфин) — агенты

Оформление
- Филлип Николс — художник